# سمپفورد کورتنی
سمپفورد کورتنی (به انگلیسی: Sampford Courtenay) یک روستا و محله مدنی در بریتانیا است که در West Devon واقع شده‌است. سمپفورد کورتنی ۵۰۹ نفر جمعیت دارد.